# F.A.F.C. Wentgebouw
Het F.A.F.C. Wentgebouw was een universiteitsgebouw in de Nederlandse stad Utrecht.
Het kubusvormige bouwwerk met een hoogte van 50 meter verrees rond 1972 in de subwijk De Uithof voor de faculteit Tandheelkunde van de Utrechtse universiteit. Het gebouw, een van de eerste universiteitsgebouwen op deze nieuwbouwlocatie, werd vernoemd naar de botanicus Friedrich Went. Het ontwerp van G.J. van der Grinten en Teun Koolhaas kreeg vanwege de markante gevels de bijnamen De Ponskaart,  Kubus Cariës en De Holle Kies. Het gebouw telde zo'n acht verdiepingen waarbij er nog tussenverdiepingen waren aangebracht voor technische voorzieningen zoals leidingen. Grenzend aan het hoofdgebouw bevond zich bijbehorende laagbouw. Het nieuwe onderkomen werd tevens gebruikt voor de permanente tentoonstelling van tandheelkundig erfgoed dat sinds de start van de faculteit in 1877 door onder meer Theodore Dentz bijeen was gebracht. Kort na de oplevering in 1974 voorzag Joop Beljon het buitenterrein van onder meer een abstracte vijverpartij met fontein.
Na het opheffen van de faculteit Tandheelkunde in 1988 is het gebouw omstreeks 1990 grootschalig verbouwd om plaats te bieden aan de studies Farmacie, Scheikunde en Biologie. Het werd daartoe naar ontwerp van Mart van Schijndel in laagbouw uitgebreid met het FSB Onderwijscentrum.
Tussen 2013 en 2015 is het gehele complex gesloopt. Op de locatie zal nieuwe huisvesting komen voor het Rijksinstituut voor Volksgezondheid en Milieu en het College ter Beoordeling van Geneesmiddelen.